# Sandro Aminashvili
Sandro Aminashvili (in georgiano სანდრო ამინაშვილი?; Tbilisi, 21 febbraio 1992) è un lottatore georgiano, specializzato nella lotta libera e lotta sulla spiaggia. Ha rappresentato la Georgia ai Giochi olimpici estivi di Rio de Janeiro 2016, dove ha terminato al 14º posto nel torneo degli 86 chilogrammi.

## Palmarès
- Mondiali

Las Vegas 2015: bronzo negli 86 kg.
- Europei

Kaspijsk 2018: bronzo negli 86 kg.
Varsavia 2021: argento negli 86 kg.
- Giochi europei

Baku 2015: bronzo negli 86 kg.
- Europei junior di lotta sulla spiaggia

Batumi 2011: oro negli 80 kg.
- Europei cadetti

Zrenjanin 2009: argento nei 76 kg.